# Rocco Lentini

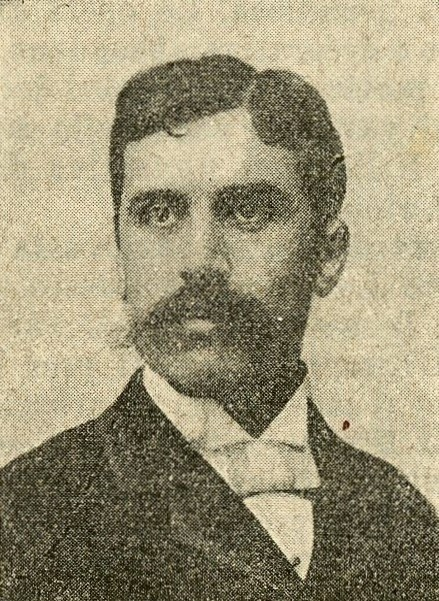
Rocco Lentini

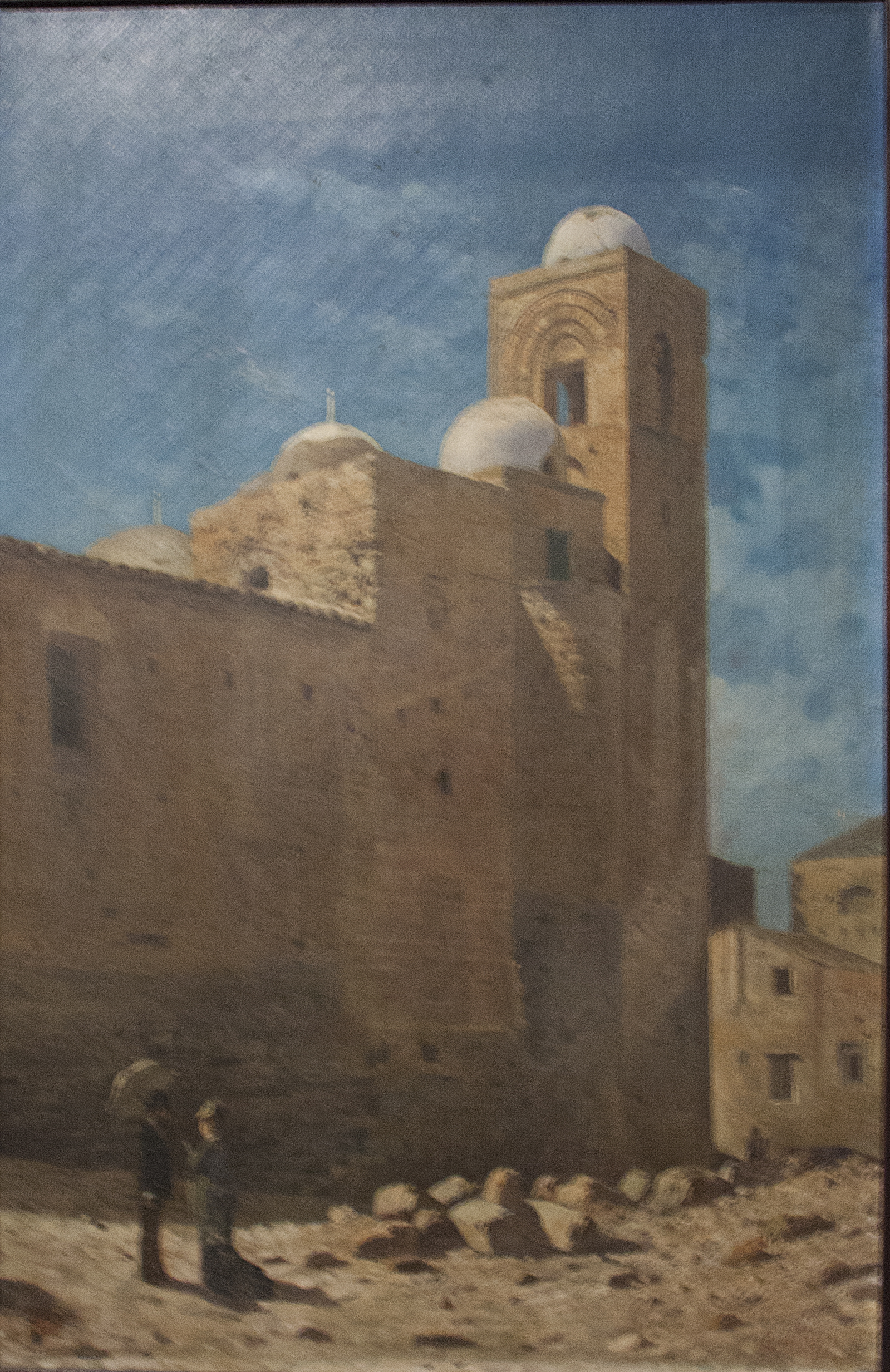
San Giovanni degli Eremiti

Rocco Lentini (Palermo, 17 febbraio 1858 – Venezia, 20 novembre 1943) è stato un pittore e scenografo italiano.

## Biografia

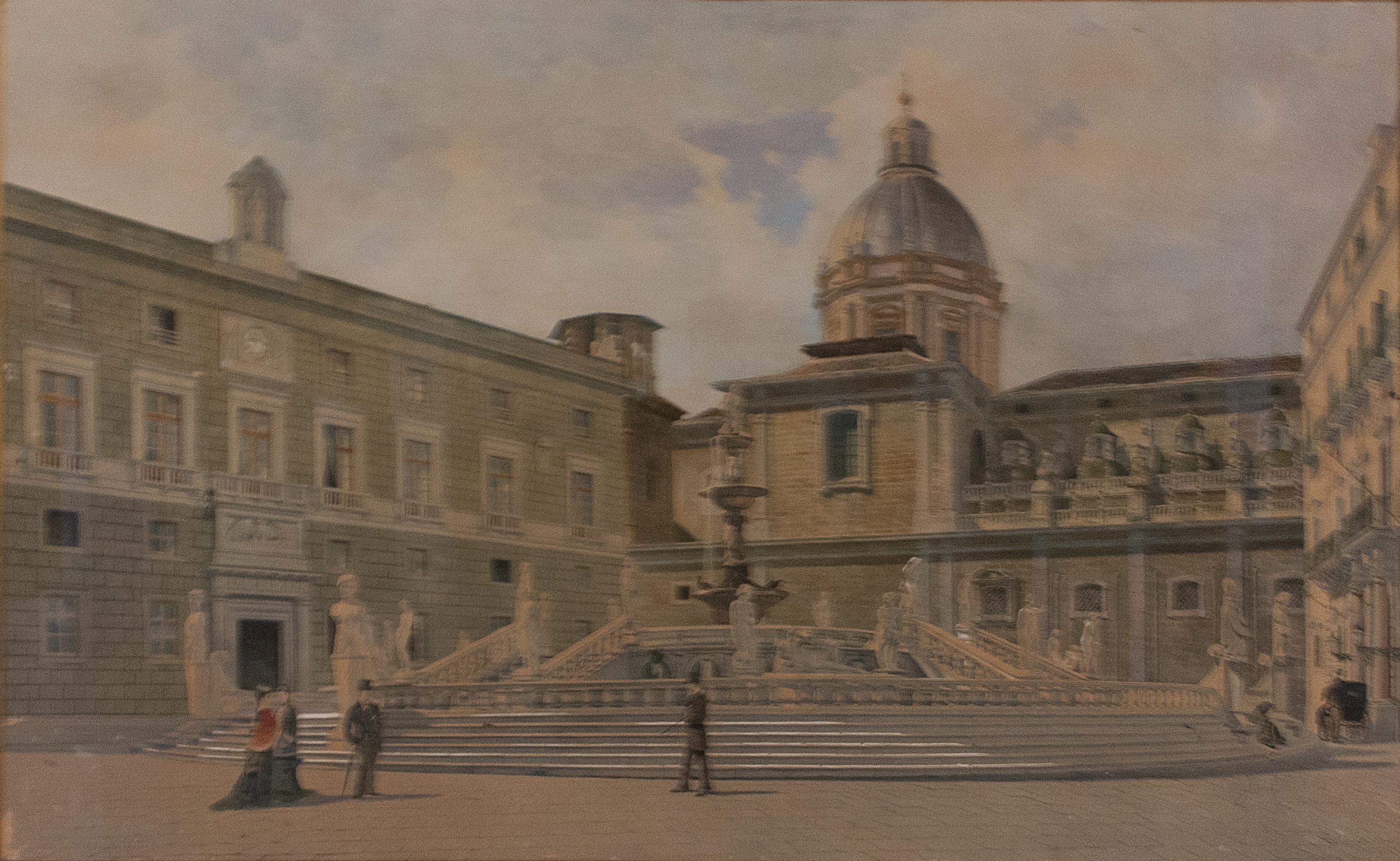
Piazza Pretoria

Figlio d'arte, nato dal pittore e decoratore Giovanni, originario di Trapani, allievo di Alessandro Mantovani; anche il figlio Giovanni, detto il Giovane per distinguerlo dal nonno, fu un pittore.
Durante una prova giovanile, illustrò con Enrico Cavallaro il manoscritto Il testamento del Nanno di Antonio Palomes, testo filo-clericale e anti-unitario, adoperando la tecnica ad acquerello. L'anno successivo entrò nello studio del paesaggista Francesco Lojacono.
Nel 1877 fu premiato con una borsa di studio dal comune di Palermo, questo gli permise di frequentare l'Accademia di belle arti di Bologna. Si stabilì poi a Napoli, in un arco di tempo limitato, ma seguì con interesse l'opera di Filippo Palizzi e di altri realisti napoletani. Appena due anni dopo fu rappresentato con suoi dipinti al Salon di Parigi. Dopo la sua presenza alla Promotrice delle belle arti di Torino del 1879, continuò la sua formazione. Rientrato dopo un viaggio all'estero ottenne la cattedra di pittura all'Accademia di Brera, soggiornando a Milano per alcuni anni.
Dal 1888 al 1924 insegnò disegno presso il regio educandato "Maria Adelaide" di Palermo.
In quel periodo partecipò attivamente alla vita culturale della Sicilia e realizzò le imprese più importanti nella città natale, tra le quali le decorazioni e gli affreschi per i teatri Massimo, Politeama, Bellini, per la Stazione centrale, e per gli interni di palazzo delle Aquile con Giuseppe Damiani Almeyda e altri. Organizzò la "I mostra siciliana di pittura, scultura bianco e nero", tenutasi a villa Gallidoro. Fondò e diresse il mensile La Sicilia artistica e archeologica, insieme ai Basile (padre e figlio) e a Francesco Saverio Cavallari.
Fu un assiduo frequentatore dei circoli artistici europei, in particolar modo tedeschi e settentrionali. Oltre alle numerose esposizioni nazionali e internazionali, prese parte alle Biennali di Venezia del 1905 e del 1922. Trasferendosi in seguito al matrimonio con una nobildonna veneta nella città lagunare, vi risiederà fino alla fine dei suoi giorni.
È sepolto con la moglie e la famiglia di lei al cimitero di San Michele.

## Dipinti
- Il portale (1875), Civica galleria d'arte moderna "Empedocle Restivo", Palermo
- Piazza Pretoria (1876), Civica galleria d'arte moderna "Empedocle Restivo", Palermo
- San Giovanni degli Eremiti (1876), Civica galleria d'arte moderna "Empedocle Restivo", Palermo
- Il pescatore (1879), collezione privata, Palermo
- Lo sbarco di Garibaldi a Marsala
- L'Alabardiere (1879)
- Marzo, Galleria d'arte moderna, Milano
- Marina di palermo, Scorcio del lago di Braies, Veduta lacustre con figure e Paesaggio siciliano con carretto, Museo Fortunato Calleri, Catania

## Pubblicazioni
- Elementi di ornato, 1892
- Elementi di paesaggio
- Con Ernesto Basile, Le sculture e gli stucchi di Giacomo Serpotta, 1911